# 松本美緒
松本 美緒 (まつもと みお、1965年10月12日 - )は、日本の漫画家。広島県広島市出身。
広島市立基町高等学校在学中の1982年、『別冊少女フレンド』（講談社）に掲載の「惜春ストリート」でデビュー。同誌などで活躍の後、『Kiss』（講談社）、『デジール』（秋田書店）などの女性誌で活躍。2002年から2年半、夫の海外赴任先のマレーシア・クアラルンプールに住みながら執筆活動を続けた。「彼女の彼」「Two Hearts」など、センシティブな作風は多くのファンの心をつかんでいる。その他の作品に「ラヴァーズ」「優雅で野蛮な女たち」など。
広島女学院大学英文科卒。

## 作品リスト
- とっても高校生
- 制服タキシード
- Younx－ヤンクス－（1985年、別冊少女フレンド）
- 彼女の彼（1985年、別冊少女フレンド）
- 守ってあげたい
- －拓也－YOKOHAMA 二十歳前
- 愛さずにはいられない（1988年、別冊少女フレンド）
- …And I love her
- RISING SUN（1989年、別冊少女フレンド）
- 金色のままで
- 終わる恋じゃねえだろ
- 華と嵐と
- 卒業180日前
- あんたたちの伝説
- Two Hearts
- 幸福の場所
- Birthday
- 獅子たちの夏
- 空よりも群青
- 十七才の音　－あるきだす君に－
- あんたたちの伝説・結婚編
- シュガーダーリン
- ラヴァーズ（2001年 - 2003年、Kiss）
- ママは少女漫画家（秋田書店デジール）
- 27才　ナオの決断（2005年、Kiss）
- 優雅で野蛮な女たち（2005年 - 2006年、Kiss）
- 青春上等!!（2007年 - 2008年、Kiss）